# Fattig bonddräng
Fattig bonddräng är en sång med musik av Georg Riedel och text av Astrid Lindgren. Sången handlar om bonddrängarna förr i Sverige. Den utkom på skiva 1971 till filmen Emil i Lönneberga, där den sjungs av drängen Alfred (spelad av Björn Gustafson).
Sången, som skrevs direkt till filmen och finns publicerad i Hujedamej och andra visor av Astrid Lindgren från 1991, tar ställning för drängen i äldre tiders hårda drängliv.
Den har spelats in av många olika artister, bland annat av Tommy Körberg, som sjöng den på Astrid Lindgrens begravning.